# Аннетта (Техас)
Аннетта (англ. Annetta) — місто (англ. town) в США, в окрузі Паркер штату Техас. Населення — 3041 особа (2020).

## Географія
Аннетта розташована за координатами 32°42′3″ пн. ш. 97°40′10″ зх. д. / 32.70083° пн. ш. 97.66944° зх. д. (32.700955, -97.669370).  За даними Бюро перепису населення США в 2010 році місто мало площу 6,17 км², з яких 6,01 км² — суходіл та 0,16 км² — водойми. В 2017 році площа становила 9,88 км², з яких 9,72 км² — суходіл та 0,15 км² — водойми.

## Демографія
Згідно з переписом 2010 року, у місті мешкало 1288 осіб у 437 домогосподарствах у складі 379 родин. Густота населення становила 209 осіб/км².  Було 452 помешкання (73/км²).
Расовий склад населення:
| - 96,3 % — білих - 0,9 % — корінних американців - 0,5 % — азіатів - 0,2 % — чорних або афроамериканців |

До двох чи більше рас належало 1,4 %. Частка іспаномовних становила 3,3 % від усіх жителів.
За віковим діапазоном населення розподілялося таким чином: 28,4 % — особи молодші 18 років, 61,4 % — особи у віці 18—64 років, 10,2 % — особи у віці 65 років та старші. Медіана віку мешканця становила 41,8 року. На 100 осіб жіночої статі у місті припадало 95,7 чоловіків;  на 100 жінок у віці від 18 років та старших — 98,3 чоловіків також старших 18 років.
Середній дохід на одне домашнє господарство  становив 143 913 долари США (медіана — 120 179), а середній дохід на одну сім'ю — 155 105 доларів (медіана — 133 125). Медіана доходів становила 86 726 доларів для чоловіків та 58 333 долари для жінок. За межею бідності перебувало 6,7 % осіб, у тому числі 8,7 % дітей у віці до 18 років та 6,9 % осіб у віці 65 років та старших.
Цивільне працевлаштоване населення становило 655 осіб. Основні галузі зайнятості: виробництво — 18,8 %, науковці, спеціалісти, менеджери — 15,7 %, освіта, охорона здоров'я та соціальна допомога — 13,3 %, фінанси, страхування та нерухомість — 12,8 %.